# Mallotus attenuatus
Mallotus attenuatus är en törelväxtart som beskrevs av Airy Shaw. Mallotus attenuatus ingår i släktet Mallotus och familjen törelväxter. Inga underarter finns listade i Catalogue of Life.